# Long Stratton
Long Stratton est une paroisse civile du Norfolk, en Angleterre. Elle est composée des villages de Stratton St. Mary au sud et Stratton St. Michael au nord. Administrativement, elle relève du district du South Norfolk, dont elle est le chef-lieu. Au moment du recensement de 2011, elle comptait 4 424 habitants.